# Język mombum
Język mombum (a. mombun), także: komolom (a. kemelom) – język papuaski używany na wyspie Komolom, w pobliżu Kolopom (Frederik Hendrik) w prowincji Papua w Indonezji. Według danych z 1993 r. posługuje się nim 250 osób.
Jego użytkownicy zamieszkują wieś Komolom (dystrykt Kimaam, kabupaten Merauke). Według Ethnologue znajduje się na skraju wymarcia.
Nazwy „komolom” i „mombum” określają zarówno grupę etniczną, jak i miejscowość; pierwsza z nich to zarazem nazwa wyspy. Rodzime określenie języka to Mombùm-taghanàn.
Jest blisko spokrewniony z językiem koneraw, z którym tworzy grupę języków mombum (komolom). Ich przynależność do języków transnowogwinejskich jest niepewna. Są bardzo słabo opisane. Materiały nt. mombum ograniczają się do pewnych danych leksykalnych i spostrzeżeń gramatycznych.